# Gare des Martres-de-Veyre
Gare des Martres-de-Veyre – przystanek kolejowy w Les Martres-de-Veyre, w departamencie Puy-de-Dôme, w regionie Owernia-Rodan-Alpy, we Francji.
Jest przystankiem kolejowym Société nationale des chemins de fer français (SNCF), obsługiwanym przez pociągi TER Auvergne.

## Położenie
Znajduje się na wysokości 346 m n.p.m., na km 434,131 linii Saint-Germain-des-Fossés – Nîmes, pomiędzy przystankami Le Cendre - Orcet i Vic-le-Comte.